# Белянский, Алексей Иванович
Алексей Иванович Белянский (род. 18 января 1975, Донецк) — украинский и российский хоккеист, нападающий.

## Биография
Воспитанник донецкого и харьковского хоккея, в сезоне 1991/92 играл в турнире КФК за право играть во 2-й лиге за «Кооператор» Донецк. В составе сборной Украины до 18 лет участник чемпионата Европы 1993 года в группе С (4-е место).
Выступал в России за команды «Буран» Воронеж (1992/93 — 1993/94), «Динамо» Москва и «Динамо-2» Москва (1994/95, 1996/97), «Химик» Воскресенск (1995/96, 2000), «Динамо-Энергия» Екатеринбург (1997), «Дизелист» Пенза (1997, 2000/01 — 2001/02), «Кристалл» Электросталь (1998), ТХК (1998—1998—/99), «Нефтяник» Альметьевск (1999), «Металлург» Серов (1999) «Крылья Советов» (1999/2000), «Мотор» Барнаул (2002/03), «Янтарь» Северск (2002/03 — 2003/04), «Вымпел» Междуреченск (2004/05 — 2008/09), «Кристалл» Бердск (2009—2010).
Бронзовый призёр чемпионата Украины в составе донецкого «Донбасса» (2001/2002).